# Nederlands Zuid-Afrikaanse Werkgemeenschap
De Nederlands Zuid-Afrikaanse Werkgemeenschap (NZAW) was een Nederlandse stichting die zich in nationaal en internationaal verband bezighield met het bevorderen van de contacten tussen Nederland en Zuid-Afrika. Volgens de statuten streefde de stichting, op de grondslag van de historische verbondenheid tussen Nederland en Zuid-Afrika, naar versterking van de banden tussen beide landen. Zij wilde daarbij een platform bieden voor alle Zuid-Afrikanen die hun boodschap in Nederland wilden verspreiden. Zij gaf voorlichting over Zuid-Afrika, en trachtte Nederlanders in contact te brengen met land en volkeren van Zuid-Afrika.

## Geschiedenis
De NZAW is in 1963 te Rotterdam opgericht. Reden voor de oprichting was het zich in negatieve zin ontwikkelen van de culturele betrekkingen tussen Nederland en Zuid-Afrika als gevolg van de houding van de Nederlandse politiek tegenover het beleid van de toenmalige Zuid-Afrikaanse regering. De oprichters waren afkomstig uit diverse kerkelijke en (rechtse) politieke groeperingen. Prosper Ego, de latere voorzitter van het Oud-Strijders Legioen, was een van de oprichters. De NZAW heeft nimmer formele bindingen gehad met politieke of religieuze organisaties in Nederland of Zuid-Afrika. Informeel waren er echter tal van banden met rechtse en extreemrechtse groeperingen.
Vanaf de oprichting heeft de achterban bestaan uit personen die, hetzij op religieuze grond, hetzij vanwege culturele of familiebanden, hetzij op grond van politieke overwegingen, een verbondenheid voelden met Zuid-Afrika in het algemeen en de Afrikaanssprekenden in het bijzonder. De diversiteit van de achterban weerspiegelde zich in de bestuurssamenstelling van de stichting. De eerste voorzitter, ds. Han Gijmink, was predikant, de latere voorzitter, Maarten Schakel sr., was Kamerlid voor de ARP. Ook het SGP-Kamerlid Henk van Rossum en het GPV-Kamerlid Bart Verbrugh hebben jarenlang deel uitgemaakt van het bestuur.
De bloeiperiode van de NZAW ligt in de jaren zeventig en tachtig. In die tijd organiseerde zij grote jaarlijks bijeenkomsten in Driebergen en in Den Haag waar vooraanstaande (blanke) Zuid-Afrikaanse en Nederlandse politici en wetenschappers spraken. Daarnaast werden strikt besloten bijeenkomsten georganiseerd waar Nederlandse en Zuid-Afrikaanse politici elkaar informeel konden ontmoeten, zonder dat hieraan enige ruchtbaarheid behoefde te worden gegeven. In deze periode nam de NZAW regelmatig deel aan de publieke discussie met de Anti-Apartheidsbeweging Nederland (AABN) over de politieke situatie in Zuid-Afrika. Aangezien de NZAW de apartheid niet afwees, kreeg de organisatie in de late jaren zeventig in Nederland het imago van “pro-apartheidslobby”, dit hoewel het bestuur van de stichting zich nimmer formeel voor apartheid of gescheiden ontwikkeling heeft uitgesproken. Een door de NZAW georganiseerde rondreis van lokale zwarte bestuurders uit Zuid-Afrika (met name door de Zuid-Afrikaanse regering aangestelde bestuurders van de zogenaamde thuislanden) leidde tot openlijke protesten.
In deze periode is ook een uitwisselingsprogramma voor hbo-studenten opgezet, waarbij met name Afrikaanse studenten in technische vakken naar Nederland kwamen voor het volgen van een stage. Vanuit Nederland werden studenten en andere jongeren op culturele reizen naar Zuid-Afrika begeleid. De activiteiten voor jongeren werden mede georganiseerd omdat de officiële uitwisselingsprogramma's halverwege de jaren zeventig stop werden gezet, de NZAW jongeren reizen zijn tot aan het einde van de jaren tachtig voortgezet.
Aan het begin van de jaren negentig heeft ook de Zuid-Afrikaanse hartchirurg dr Chris Barnard op uitnodiging van de NZAW een bezoek aan Nederland gebracht. 

## Huidige activiteiten
Sedert 1994 zijn de activiteit van de NZAW ingrijpend gewijzigd. Het accent is verlegd van de politiek naar de cultuur en de economie. Een eerste stap in deze richting was de eerste grote beurs van Zuid-Afrikaanse consumentenproducten in Nederland. Deze beurs vond in het voorjaar van 1994 plaats in De Reehorst in Ede. Een dergelijke beurs was begin 1994 nog zo omstreden dat zowel de publieke omroep als CNN verslag deden van de opening.
Na 1994 zijn nog drie beurzen georganiseerd, daarnaast zijn ook contactbijeenkomsten voor ondernemers georganiseerd, waarvan die in de Sociëteit De Witte in Den Haag met de Zuid-Afrikaanse ambassadeur Zach de Beer en de Nederlandse staatssecretaris van buitenlandse handel Anneke van Dok-van Weele van de PvdA als sprekers de belangrijkste is geweest.
De laatste jaren zijn taal en cultuur speerpunten van het beleid van de NZAW. Hiertoe worden contacten onderhouden met een Vlaamse zusterorganisatie de “Vrienden van Zuid-Afrika” alsmede met diverse culturele organisaties in Zuid-Afrika.
De verandering in het werkgebied heeft ook geleid tot een veranderde bestuurssamenstelling. De huidige bestuursleden zijn niet langer actieve politici maar zijn afkomstig uit het bedrijfsleven, het vrije beroep en de culturele sector.
De NZAW heeft haar activiteiten sedert 2023 sterk verminderd, maar bestaat als stichting nog altijd en heeft volgens het handelsregister ook nog een voltallig bestuur. De activiteiten wordt thans gebundeld met de VZW Vrienden van Zuid-Afrika in Vlaanderen, alsmede met de VZW Vormingsinstituut Wies Moens eveneens in Vlaanderen. Bestuursleden en begunstigers van de NZAW leveren thans op regelmatige basis bijdragen aan de digitale uitgave van "Vrienden van Zuid-Afrika" en aan Kort Manifest van het Vormingsinstituut Wies Moens. Daarnaast worden op jaarlijkse basis beperkte activiteiten afwisselend en Nederland en Vlaanderen georganiseerd. 